# Hans Staden
Hans Staden (* um 1525 in Homberg (Efze); † nach 1558) war ein deutscher Landsknecht. Über seine zwei Fahrten in Diensten portugiesischer und spanischer Eroberer an die brasilianische Küste verfasste er 1557 den Bericht „Warhaftige Historia und beschreibung eyner Landtschafft der Wilden Nacketen, Grimmigen Menschfresser-Leuthen in der Newenwelt America gelegen...“. Es war das erste in Europa gedruckte Buch über das heutige Brasilien. Es enthielt insbesondere erste Schilderungen der indigenen Kulturen der brasilianischen Atlantikküste und der dortigen Flora und Fauna. Es prägte das europäische Wissen über und den Blick auf die Neue Welt mit.

## Leben
Hans Staden war Landsknecht. Sein Vater besaß seit 1551 das Bürgerrecht in Korbach. Nach seinem Bericht in der Warhaftigen Historia überfuhr er 1548 den Atlantik und kämpfte für portugiesische Eroberer in der Nähe von Pernambuco im brasilianischen Küstengebiet gegen aufständische Indianer. Er kehrt dann nach Europa zurück und brach erneut 1550 mit der spanischen Sanabria-Expedition in das Gebiet von La Plata auf.
Sein Schiff ging vor der Insel Santa Catarina unter, er konnte sich jedoch mit anderen Schiffbrüchigen an die Küste retten, wo die Gruppe zwei Jahre im Regenwald überlebte und sich schließlich nach São Vicente durchschlug. Staden wurde von den Portugiesen als Kommandant einer kleinen Festung auf der vorgelagerten Insel Santo Amaro angestellt. Tupinambá-Indianer verschleppten ihn zu ihrer Siedlung Ubatuba, wo er, so sein Bericht, an einem Festtag  rituell getötet und verspeist werden sollte. Diesem entging er durch geschicktes Taktieren. Nach neun Monaten wurde er vom Kapitän eines französischen Schiffes befreit. Er kehrte 1555 nach Europa zurück.
Sein Bericht über die zwei Reisen erschien 1557 in Marburg. Danach erlernte er dort das Salpetersieden. In verschiedenen Dokumenten gab er Wolfhagen als seinen Wohnort an. 1558 wurde er als Salpetersieder „vonn Corbach“ zuletzt genannt.

## Wahrhaftige Historia
Mit Unterstützung des Marburger Gelehrten Johann Dryander erschien 1557 dort sein Bericht Warhaftige Historia. Einen größeren Teil des Buches nimmt die Beschreibung seiner beiden Fahrten und seiner Tätigkeiten und Erlebnisse in den brasilianischen Küstengebieten ein. Darunter finden sich Schilderungen der Kultur der indigenen Bevölkerungen sowie gegen Ende des Buches Abschnitte zur Tier- und Pflanzenwelt der Region. Das Buch enthielt zahlreiche Abbildungen, Holzschnitte, die wahrscheinlich nach Stadens Angaben oder Vorzeichnungen gefertigt wurden.

### Landeskunde
Staden beschrieb als erster die Fruchtbarmachung des Bodens durch die Indios, die bis heute noch im Amazonas beobachtet werden kann (Terra preta): „Dort, wo sie pflanzen wollen, fällen sie zuerst die Bäume und lassen sie ein bis drei Monate trocknen. Dann wird die Fläche angezündet und zwischen den halbverkohlten Stämmen pflanzen sie ihre Wurzeln.“
Am Ende des Buches beschreibt Staden siebzehn Tierarten, darunter Gürteltier, Opossum Gambá und Stachellose Bienen, und fünf Pflanzenarten. Baumwolle von Kapok-Bäumen und die Süßkartoffel sind darunter eindeutig zu identifizieren.

### Autorschaft
Dryander wird in Teilen der Fachliteratur als eigentlicher Autor des Berichtes angesehen. Begründet wird dies u. a. mit den Publikationsumständen und dem Bildungsgrad Stadens. Die geschickte und durchdachte Erzählweise des Berichtes und die vielen Details des Buches, wie die Erwähnung des medizinischen Fachbegriffes „Median-Ader“, ließen vermuten, dass der Bildungsgrad eines Landsknechtes nicht ausreichend war, ein Werk in dieser Form zu verfassen. Die neuere Stadenforschung (Obermeier, Harbsmeier, Tiemann) widerspricht dieser Vermutung. Die stilistisch-syntaktische Monotonie mit parataktisch reihenden Hauptsatzkonstruktionen lasse einen ungeübten Schreiber erkennen. Deutlich davon zu unterscheiden sei die gelehrte Diktion Dryanders im Vorwort. Seine Funktion sei mit der eines Lektors zu vergleichen, der die Anlage des Werkes mitbestimmte und wohl nur an einigen Stellen korrigierend eingriff. In zwei erhaltenen Schreiben, mit denen Staden sein Werk an adelige Gönner schickte, unterschreibt er als Autor des Werkes.

### Rezeption
Die Wahrhaftige Historia war das erste in Europa gedruckte Buch zu Brasilien. Es erfuhr zahlreiche Nachdrucke, etwa durch Theodor de Bry (1592/93) als auch in späterer Zeit und erreichte ein breites Publikum in seiner Zeit und bis ins 19. Jahrhundert. Es formte das Bild der Europäer von den Ureinwohnern Südamerikas mit und brachte erstes Wissen über die Neue Welt nach Europa. Bis heute erscheinen Nachdrucke.
1925 veröffentlichte der brasilianische Autor Monteiro Lobato das Jugendbuch Meu cativeiro entre os selvagens do Brasil nach den Schriften Stadens. 1927 erschien es in einer umgearbeiteten Fassung unter dem Titel As Aventuras de Hans Staden. Das Buch war sehr erfolgreich und ist in Brasilien noch immer Schullektüre. Auch Comics erschienen.

### Ausgaben
- Warhaftige Historia und beschreibung eyner Landtschafft der Wilden/Nacketen/Grimmigen Menschfresser Leuthen/in der Newenwelt America gelegen/vor und nach Christi geburt im Land zue Hessen unbekant/biss vff dise ij. nechst vergangene jar/Da sie Hans Staden von Homberg auß Hessen durch sein eygne erfarung erkant/vnd yetzo durch den truck an tag gibt. Dedicirt dem Durchleuchtigen Hochgebornen herrn/H. Philipsen Landtgraff zue Hessen/Graff zue Catzenelnbogen/Dietz/Ziegenhain vnd Nidda/seinem G.H. Mit eyner vorrede D. Joh. Dryandri/genant Eychman/Ordinarij Professoris Medici zue Marpurgk. Inhalt des Buechlins volget nach den Vorreden. Getruckt zue Marpurg/im jar M. D. LVII. (Ergänzung am Schluss des Buches: „Zue Marpurg im Kleeblatt/bei Andres Kolben/vff Fastnacht. 1557.“)[10]

aktuelle Ausgaben
- Hans Staden: Warhaftige Historia. Zwei Reisen nach Brasilien (1548–1555) História de duas viagens ao Brasil. Kritische Ausgabe/Edição critica: Franz Obermeier. Übertragung ins heutige Deutsch: Joachim Tiemann. Tradução ao português: Guiomar Carvalho Franco. Revisão: Augusto Rodrigues. Westensee Verlag, Kiel 2007, ISBN 978-3-931368-70-8.
- Brasilien – Die wahrhaftige Historie der wilden, nackten, grimmigen Menschenfresser-Leute – 1548–1555. Hrsg. und eingeleitet von Gustav Faber. Thienemann, Edition Erdmann, Stuttgart 1984, ISBN 3-522-60460-1.

## Ehrung

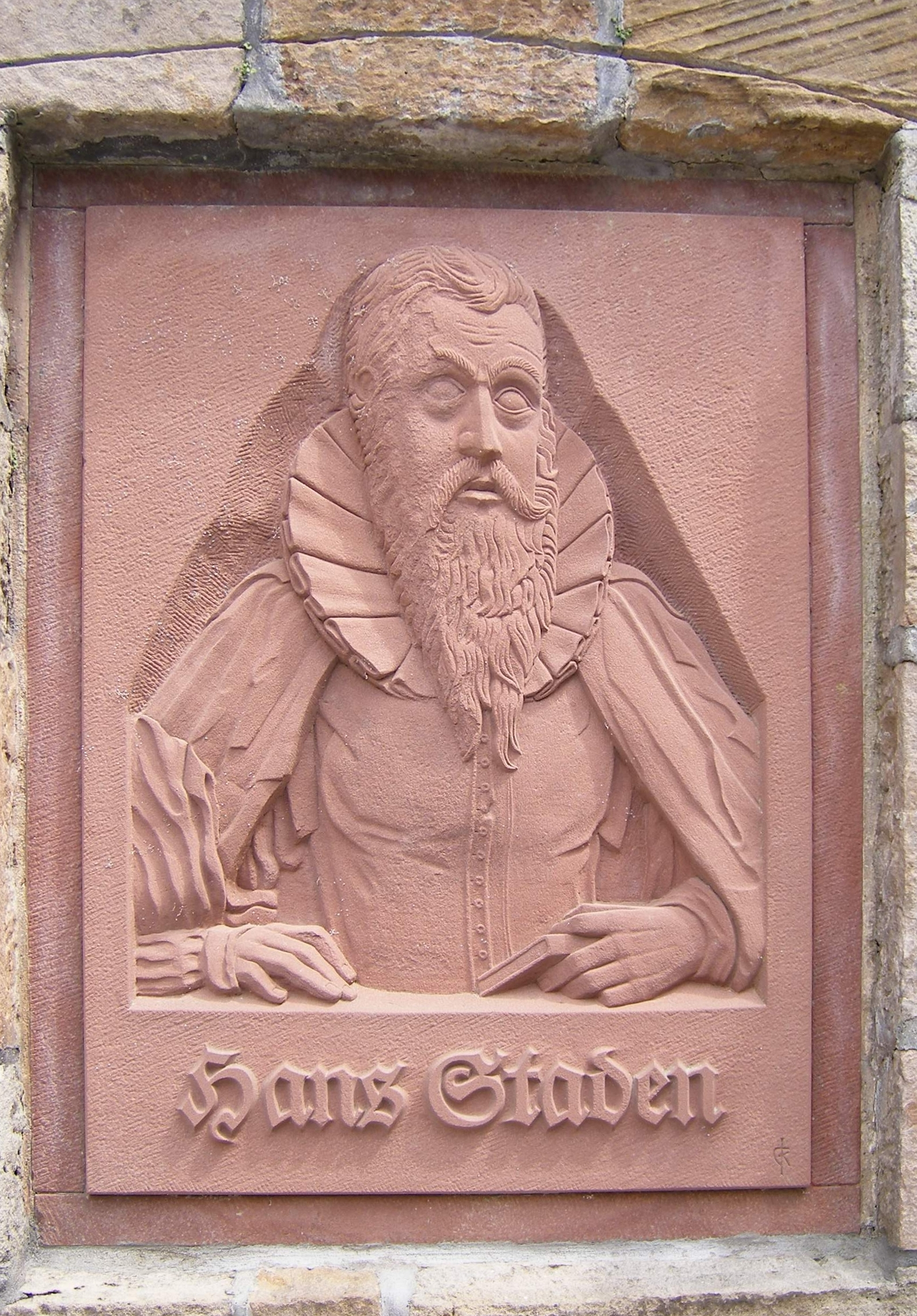
Relief in Homberg (Efze)

- Das Institut Martius-Staden in São Paulo, das sich der Erforschung der Geschichte der deutschen Einwanderung nach Brasilien und dem deutsch-brasilianischen Kulturaustausch widmet, ist nach Hans Staden und Carl Friedrich Philipp von Martius benannt.[11]
- Straßen in Deutschland (Homberg (Efze), Kassel, Korbach, Wolfhagen) und in Brasilien (Jundiaí, Londrina, Rio de Janeiro, São Paulo, Ubatuba) erinnern an ihn.
- In Homberg (Efze) gibt es ein Hans-Staden-Relief. In Wolfhagen ist ihm neben einem Brustbild in Stein seit 2018 ein Denkmal, gestaltet von Karin Bohrmann-Roth, gewidmet.[12]
- Seit dem 21. Februar 2019 trägt die Stadt Wolfhagen offiziell den Namen „Hans-Staden-Stadt Wolfhagen“.[13]